# Groß Stresow
 Groß Stresow  ist ein Ortsteil der Stadt Putbus im Landkreis Vorpommern-Rügen in Mecklenburg-Vorpommern.

## Geografie und Verkehrsanbindung

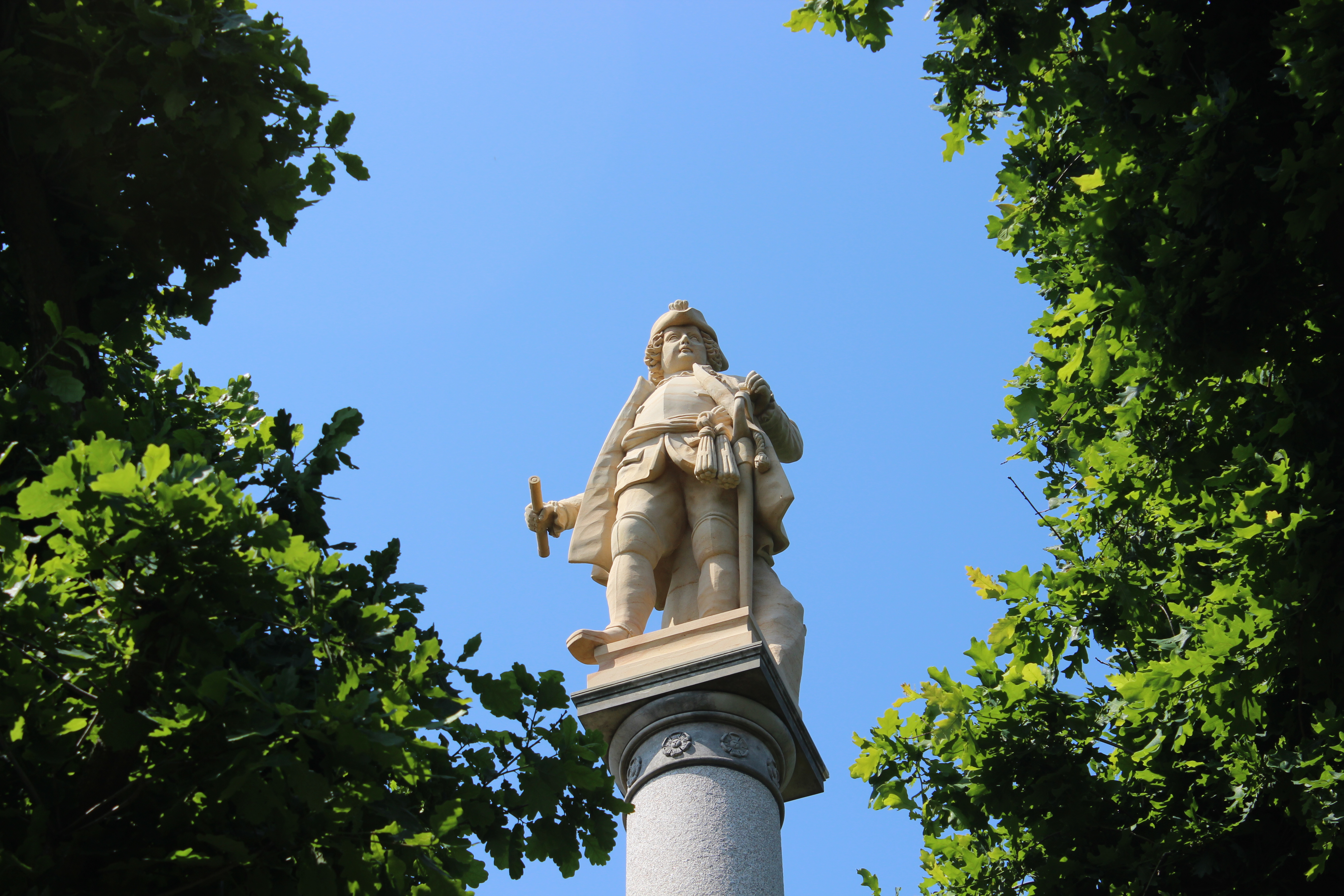
Ein Standbild Friedrich Wilhelms I. auf einer Säule, als Landmarke auch von See aus gut zu sehen, erinnert an die Landung Friedrich Wilhelms I. am 15. November 1715 auf Rügen während des Pommernfeldzug 1715/1716

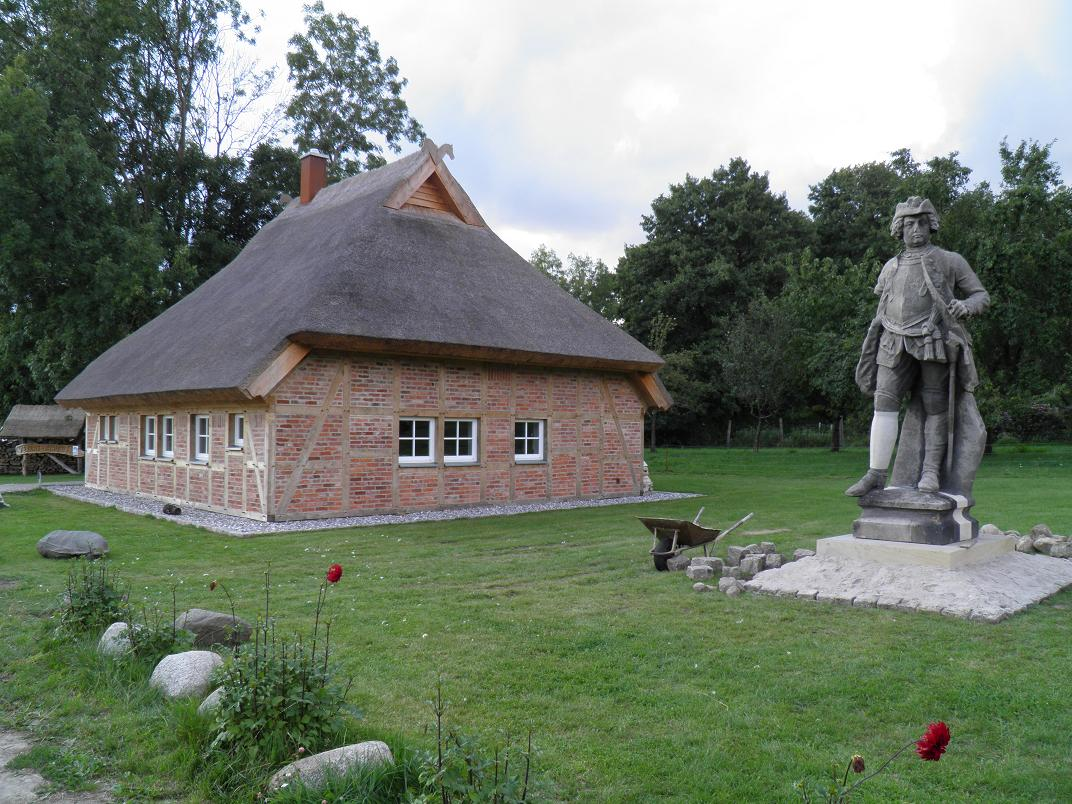
Original der Friedrich Wilhelm I. Statue von 1855 beim „Verräterhaus“ an der Dorfstraße

Groß-Stresow liegt östlich der Kernstadt Putbus direkt am Greifswalder Bodden. Unweit nördlich führt die Landesstraße 29 am Ort vorbei. Etwas weiter entfernt nordöstlich verläuft die B 196. Das Naturschutzgebiet Goor-Muglitz liegt südwestlich und das Naturschutzgebiet Quellsumpf Ziegensteine bei Groß Stresow östlich.

## Sehenswürdigkeiten
- Ein Standbild von Friedrich Wilhelm I. erinnert an die Landung am 15. November 1715 auf Rügen während des Pommernfeldzug 1715/1716 (das Original steht beim „Verräterhaus“ an der Dorfstraße; eine Kopie von 2015 steht am Originalstandort auf einer Steinsäule als Landmarke oberhalb des Ortes).
- Wohnhäuser (Dorfstraße 7 und 25)
- Katen (Dorfstraße 8)
- Großsteingräber bei Nadelitz (liegt unweit nordwestlich)